# 아마로

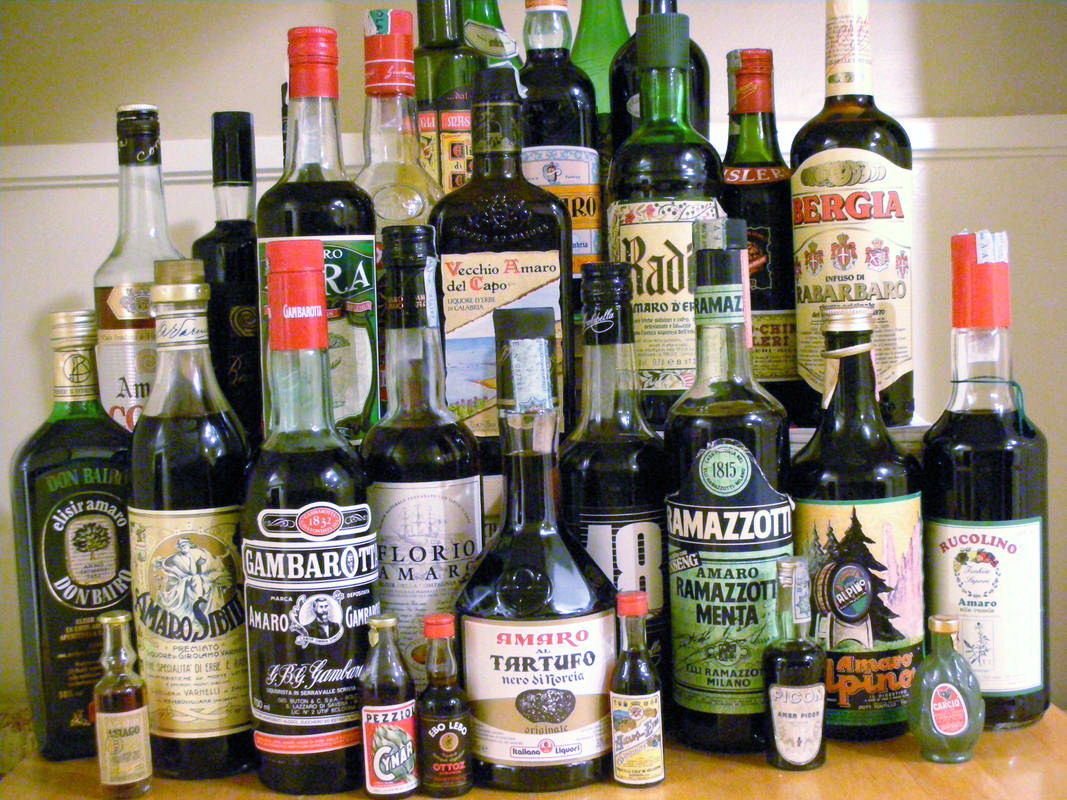
아마로 관련 상품

아마로 (이탈리아어:Amaro, "쓴 맛" 복수형:Amari)는 이탈리아의 허브주로서 식후주이다. 쓴맛과 단맛이 섞여서 나타나며 시럽처럼 먹기도 하기 때문에 알코올을 타서 먹는다. 보통 16도에서 35도 정도로 다양한 종류가 존재한다. 보통 아마리(복수형)으로 많이 지칭하는데 허브와 뿌리, 꽃, 여러 껍질을 알코올에 담가서 증류한 다음 설탕을 첨가해 길게는 수년동안 케스크 통이나 병에 담아 발효한다.
상업적으로 수십종이 생산되고 있으며 아마로 아베르나, 라마소티, 아마로 루카노, 아마로 몬테네그로 등이 있다. 보통 상업용은 천연추출물을 첨가해 향을 더하는 편이며 카라멜 색깔이 난다. 전형적인 아마로의 경우 때로는 수십종의 허브와 뿌리를 첨가한다. 보통 재료는 병 아래에 표기해 놓으며 용담, 안젤리카, 기나나무를 비롯 레몬 향유나 버베나, 노간주나무, 아니스, 샤프란, 루타, 삼나무 등을 사용한다.
그 증류법은 19세기로 거슬러 올락며 약학에서 기인하는 경우가 상당히 많다.
아마로는 아몬드나 살구 등과 곁들여 먹는 이탈리아 증류주인 아마레토와는 다르며 적포도주인 아마로네와도 다르므로 구별해야 한다.
유럽 전역에서도 비슷한 종류의 증류주가 생산되고 있으며 독일에서는 Kräuter Likör로 지칭한다. 헝가리와 네덜란드, 프랑스에서도 유사종이 존재한다. 다만 아마로라는 이름 만큼은 이탈리아산일 경우에만 적용하는 것이 원칙이다.